# Tarn Willers
Tarn Anthony Willers (1972) è un tecnico del suono britannico, vincitore del Premio Oscar al miglior sonoro per La zona d'interesse.

## Biografia
Tarn Anthony Willers è nato in Inghilterra nel 1972 e ha frequentato il Thomas Rotherham College. Successivamente, si è diplomato alla National Film and Television School di Beaconsfield nel 2004. Ha iniziato a lavorare come tecnico del suono lavorando ad alcuni cortometraggi. Nel 2024 ha vinto il Premio Oscar al miglior sonoro per La zona d'interesse di Jonathan Glazer.

## Filmografia

### Cinema
- The Libertine, regia di Laurence Dunmore (2004)
- Puritan, regia di Hadi Hajaig (2005)
- As the Sun Begins to Set, regia di Julie Moggan (2005)
- The Lives of the Saints, regia di Chris Cottam e Rankin (2006)
- Oh Happy Day, regia di Ian Poitier (2007)
- Tonight Is Cancelled, regia di Brendan Grant (2007)
- Eden Lake, regia di James Watkins (2008)
- Mad, Sad & Bad, regia di Avie Luthra (2009)
- The Descent Part 2, regia di Jon Harris (2009)
- Disoriented Generation, regia di Ashaiku Ogbevire Christian (2009)
- I Want to Be a Soldier, regia di Christian Molina (2010)
- The Veteran, regia di Matthew Hope (2011)
- JLS: Eyes Wide Open 3D, regia di Andrew Morahan e Ben Winston (2011)
- The British Guide to Showing Off, regia di Jes Benstock (2011)
- Land Gold Women, regia di Avantika Hari (2011)
- The Woman in Black, regia di James Watkins (2012)
- Comes a Bright Day, regia di Simon Aboud (2012)
- Piggy, regia di Kieron Hawkes (2012)
- Wasteland, regia di Graham Travis (2012)
- Scintilla, regia di Billy O'Brien (2014)
- Fury, regia di David Ayer (2014)
- Miss You Already, regia di Catherine Hardwicke (2015)
- Bastille Day - Il colpo del secolo (Bastille Day), regia di James Watkins (2016)
- Kaleidoscope, regia di Rupert Jones (2016)
- Don't Hang Up, regia di Damien Macé e Alexis Wajsbrot (2016)
- Double Date, regia di Benjamin Barfoot (2017)
- Days of the Bagnold Summer, regia di Simon Bird (2019)
- The Power, regia di Corinna Faith (2021)
- Brigitte Bardot Forever, regia di Lech Majewski (2021)
- Caccia all'agente Freegard (Rogue Agent), regia di Declan Lawn e Adam Patterson (2022)
- Pokusa, regia di Maria Sadowska (2023)
- La zona d'interesse (The Zone of Interest), regia di Jonathan Glazer (2023)
- O psie, który jeździł koleją, regia di Magdalena Niec (2023)
- Starve Acre, regia di Daniel Kokotajlo (2023)
- A Real Pain, regia di Jesse Eisenberg (2024)

### Televisione
- Shakespeare's Happy Endings, regia di Stephen Leslie - film TV (2005)
- Kenneth Williams: Fantabulosa!, regia di Andy De Emmony - film TV (2006)
- That Summer Day, regia di Jon East - film TV (2006)
- The Yellow House, regia di Chris Durlacher - film TV (2007)
- All About Me, regia di Beryl Richards - film TV (2007)
- Hughie Green, Most Sincerely, regia di Daniel Percival - film TV (2008)
- Frankie Howerd: Rather You Than Me, regia di John Alexander - film TV (2008)
- El espejo, regia di Álex Sampayo - film TV (2008)
- Filth: The Mary Whitehouse Story, regia di Andy De Emmony - film TV (2008)
- Collision - miniserie TV, 5 episodi (2009)
- Holby City - serie TV, 33 episodi (2009-2015)
- The Sex Researchers - serie TV, 3 episodi (2011)
- Undercover - serie TV, 5 episodi (2015)
- Bull - serie TV, episodio 1x01 (2015)
- New Blood - serie TV, 7 episodi (2016)
- W1A - serie TV, 2 episodi (2017)
- Kiss Me First - serie TV, 2 episodi (2018)
- Das Weiße Haus am Rhein - miniserie TV, 2 episodi (2021-2022)
- Disko 76 - serie TV, episodio 1x01 (2024)

### Cortometraggi
- Man Alone, regia di Françoise Higson (2001)
- London Fields Are Blue, regia di Brendan Grant (2004)
- Between Us, regia di Charlotte Bruus Christensen e Stefan Mørk (2004)
- Waverley, regia di Harley Hessel (2005)
- What Goes Around, regia di Nic Penrake (2007)
- K, regia di Harley Hessel (2008)
- Paris Noir, regia di Alexandra McGuinness (2008)
- Henna Night, regia di Sally El Hosaini (2009)
- Toshi, regia di Jon Gilbert (2010)
- Dr. Easy, regia di Jason Groves, Chris Harding, Richard Kenworthy e Shynola (2013)
- Emily, regia di Caroline Harvey (2013)
- Fish Love, regia di Ruth Sewell (2013)
- The Dark, regia di Tom Hemmings (2014)
- The Fly, regia di Olly Williams (2015)
- If It Looks Like Love, regia di Jules Stevens (2015)
- Gilt, regia di Jules Stevens (2015)
- Scarlet, regia di Annetta Laufer (2016)
- Zero, regia di David T. Lynch e Keith Lynch (2019)

## Riconoscimenti
- Premio Oscar
  - 2024 - Miglior sonoro per La zona d'interesse
- Premio BAFTA
  - 2024 - Miglior sonoro per La zona d'interesse